# Les Flammes du passé
Les Flammes du passé (Nora Roberts' Blue Smoke) est un téléfilm américain réalisé par David Carson et diffusé le 12 février 2007 sur Lifetime.

## Synopsis
L'inspectrice Reena Hale se retrouve à la merci d'un harceleur qui l'a traumatisé des années auparavant en tuant tous les hommes de qui elle tombait amoureuse.

## Fiche technique
- Réalisation : David Carson
- Scénario : Ronni Kern, d'après un roman de Nora Roberts
- Société de production : Mandalay Television
- Durée : 88 minutes
- Pays :  États-Unis

## Distribution
- Alicia Witt : Reena Hale[2]
- Scott Bakula (VF : Guy Chapelier) : John Minger[2]
- Matthew Settle (VF : Damien Boisseau) : Bo Goodnight[2]
- Talia Shire (VF : Béatrice Delfe) : Bianca Hale[2]
- Eric Keenleyside : Gib Hale
- John Reardon (en) : Josh
- Benjamin Ayres (en) : Hugh
- Chris Fassbender : Joey Pastorelli Jr.
- Taylor Dauphinais : Reena jeune
- David Brown : Joe Pastorelli Sr.
- Liam Nelson : Joey Pastorelli Jr. jeune
- Rod Heatherington : Steve
- Chad Nobert : Xander Hale
- Peter Skagen : Agent du FBI
- Daniela Vlaskalic : Fran Hale
- Karen Johnson-Diamond : Madame Pastorelli
- Patrick J. MacEachern : Jack
- Rylan Wilkie : Brad
- Margherita Donato : Gina